# Isaac II. Aboab
Isaac II. Aboab (hebräisch יצחק אבוהב) (auch Abuab; * um 1433 in Toledo; † 1493 in Porto) war ein kastilischer Rabbiner und galt als „letzter Gaon Kastiliens“.

## Leben
Er war der Sohn von Rav Abraham Aboab III. (Abraham ben Judah Aboab). 
Isaac Aboab besuchte die Talmudschule von Isaac Campanton (1360–1463) und übernahm von ihm deren Leitung als Nachfolger. Einige Monate vor der Vertreibung der Juden aus dem spanischen Krongebiets in der Folge des Alhambra-Edikts von 1492 erwirkte er von König Johann II. von Portugal für sich selbst und 29 weiteren Personen jüdischen Glaubens die Erlaubnis, sich mit ihren Familien in Portugal niederzulassen. Kurze Zeit nach der Übersiedlung nach Porto, wo ihnen auf Befehl des Königs von der Stadt in der rua de San Miguel dreißig Häuser und eine Synagoge zur Verfügung gestellt wurden, verstarb er im Monat Adar des Jahres 1493.

## Werke
In seiner Jugend verfasste er ein nach dem Paradiesfluss Pischon benanntes Werk Nehar Pischon zur Erklärung schwieriger Stellen im Pentateuch, das auf Veranlassung seines Sohnes Jakob 1538 in Konstantinopel von Elieser Soncino gedruckt wurde.
Erhalten ist ferner ein Superkommentar zu Nachmanides, eine Erklärung schwieriger Stellen aus dessen Pentateuchkommentar, die ebenfalls auf Initiative seines Sohnes 1525 in Konstantinopel gedruckt wurde und in der Folgezeit mehrfach nachgedruckt wurde (Venedig 1548, Krakau 1587, Wilhermsdorf 1783).
Ein noch ungedruckter Superkommentar zu Raschis Pentateuchkommentar und weitere Schriften sind in Handschriften in Oxford und Cambridge erhalten.
Fraglich ist seine Autorschaft des Menorat ha-Manor („Lichtspendender Leuchter“), eines überaus häufig gedruckten und übersetzten ethisch-didaktischen Traktats, der ihm zuerst im 16. Jahrhundert von Gedalja Jachia zugeschrieben wurde, aber nach Leopold Zunz vielmehr schon von seinem Vorfahr Isaac I. Aboab zu Beginn des 14. Jahrhunderts verfasst wurde.